# Sympodiella multiseptata
Sympodiella multiseptata är en svampart som beskrevs av Tubaki 1971. Sympodiella multiseptata ingår i släktet Sympodiella, divisionen sporsäcksvampar och riket svampar.   Inga underarter finns listade i Catalogue of Life.